# Silvano Schäppi
Silvano Andrea Schäppi (* 5. Februar 1994 in Wil SG) ist ein Schweizer Fussballspieler.

## Karriere

### Verein
Schäppi begann seine Jugendkarriere beim FC Wil und wechselte 2010 in die Jugendabteilung des FC Zürich. Einer der Wiler Jugendspielern die ebenfalls beim FC Zürich trainierten, war der spätere Sportchef des FC Wil, Jan Breitenmoser.
Sein Debüt als Profi gab Schäppi bei der zweiten Mannschaft des FC Zürich. 2014 kehrte er zu seinem Stammverein nach Wil zurück. Nach guten Leistungen wechselte Schäppi in die höchste Schweizer Liga zum FC Lugano und wurde kurze Zeit später für eine halbe Saison an den FC Thun ausgeliehen. Nach einer Saison, geprägt von Verletzungsausfällen, kehrte Schäppi wieder zum FC Wil zurück. 2021 beendete er beim FC Wil seine Profi-Karriere und wechselte zum Amateur-Club FC Gossau in der vierthöchsten Schweizer Liga.

### Nationalmannschaft
Schäppi spielte in diversen Juniorenmannschaften des Schweizer Fussballverbandes. Er spielte ausschliesslich Freundschafts- und Qualifikationsspiele.

## Privates
Schäppi wuchs unweit des Wiler Stadions im Südquartier auf. Nach seiner Profikarriere begann er eine Ausbildung zum Physiotherapeut. Bereits während seiner Karriere hatte er eine KV-Lehre mit Berufsmaturität abgeschlossen.